# Minvoul
Minvoul är en ort i Gabon. Den ligger i provinsen Woleu-Ntem, i den norra delen av landet, 400 km nordost om huvudstaden Libreville. Antalet invånare är 3 719.